# Grand Prix automobile d'hiver de Suède
Ne doit pas être confondu avec Grand Prix automobile de Suède.
Le Grand Prix d'hiver de Suède (Rämenloppet jusqu'en 1936) était une course tenue sur des lacs gelés, semblable aux courses tenues en Estonie, en Finlande et en Norvège. Dans les années 1930, se tenait parallèlement un Grand Prix d'été de Suède, qui est par la suite devenu le Grand Prix de Suède, qui faisait partie du Championnat du monde de Formule 1 de 1973 à 1978.

## Historique
C'est bien avant les années 1930 que se déroulaient en Suède des courses automobile, mais le premier Grand Prix se tient au cours de l'hiver 1931, sur un circuit de long 46 kilomètres près de lac Rämen, où le temps de parcours était approximativement de 35 minutes. Malgré la présence du talent allemand Rudolf Caracciola, la course est remportée par le finlandais Karl Ebb sur Mercedes qui signe la première victoire en Grand prix de sa carrière. Sven Olaf Bennström gagne la deuxième édition l'année suivante puis Per Victor Widengren la troisième sur Alfa Romeo.
Cette même année se tient le premier Grand Prix d'été de Suède sur un circuit de 30 kilomètres près de Norra Vram. Le Grand Prix d'hiver se tient de nouveau en 1936, qui voit la victoire d'Eugen Bjørnstad, mais l'affluence du public est bien moindre par rapport aux premières années.
La dernière édition se tient en 1947 sur un circuit entourant l'aéroport militiaire de Rommehed. Seulement trois voitures, et trois pilotes britanniques, y participent.

## Palmarès

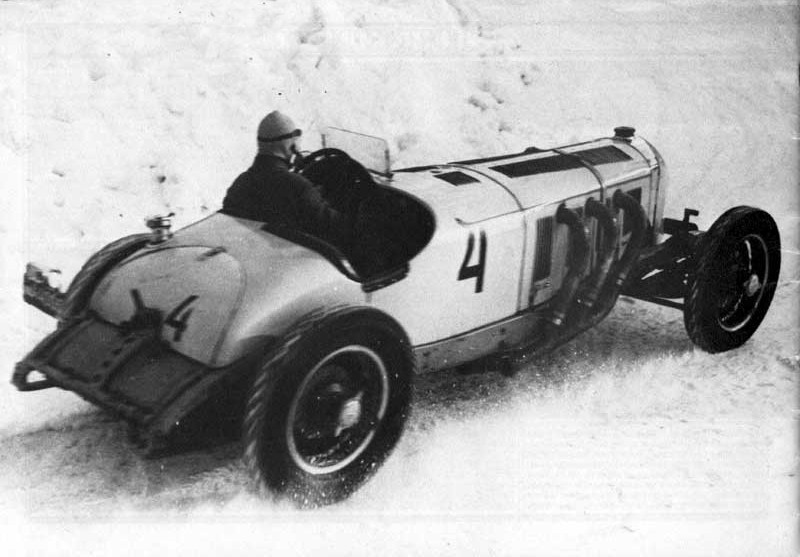
Karl Ebb lors de l'édition de 1931

| Année     | Vainqueur            | Voiture       | Circuit   | Résultats |
| --------- | -------------------- | ------------- | --------- | --------- |
| 1931      | Karl Ebb             | Mercedes-Benz | Lac Rämen | Résultats |
| 1932      | Sven Olaf Bennström  | Ford          | Lac Rämen | Résultats |
| 1933      | Per Victor Widengren | Alfa Romeo    | Lac Rämen | Résultats |
| 1934-1935 | Non couru            | Non couru     | Non couru | Non couru |
| 1936      | Eugen Bjørnstad      | Alfa Romeo    | Lac Rämen | Résultats |
| 1937-1946 | Non couru            | Non couru     | Non couru | Non couru |
| 1947      | Reg Parnell          | ERA           | Rommehed  | Résultats |